# Dickon Mitchell
Dickon Amiss Thomas Mitchell (Saint David, 8 de outubro de 1978) é um político granadino que é primeiro-ministro de Granada desde 24 de junho de 2022 e líder do Congresso Democrático Nacional (NDC) desde 2021. Liderou o partido na eleição geral de 2022.

## Biografia
Mitchell nasceu em 8 de outubro de 1978 na paróquia de Saint David. Ele recebeu um LLB (Hons) da Universidade das Índias Ocidentais, em Cave Hill, e completou seu Certificado de Educação Jurídica na Hugh Wooding Law School em 2002. Após a formatura, ele começou como advogado associado na firma Grant, Joseph & Co. Ele fundou sua própria firma Mitchell & Co. em 2017.

## Carreira política
Mitchell foi eleito líder do partido do Congresso Democrático Nacional em 31 de outubro de 2021.

## Primeiro-ministro de Granada
O Congresso Nacional Democrático venceu as eleições gerais de 2022 com pouco mais de 51% dos votos populares. Mitchell reagiu à vitória eleitoral anunciando que pediria ao governador-geral que declarasse 24 de junho feriado nacional ou bancário para que "os cidadãos possam comemorar o dia da libertação e a vitória que criaram para Granada, Carriacou e Petite Martinique". Em 24 de junho, Mitchell foi empossado como primeiro-ministro de Granada, sucedendo Keith Mitchell.